# Hong Kong Film Award
Los premios de cine de Hong Kong (en inglés: Hong Kong Film Awards, HKFA; en chino simplificado, 香港電影金像獎; pinyin, Xiānggǎng diànyǐng jīn xiàng jiǎng), fundados en 1982, son una ceremonia anual de premios de cine en Hong Kong, en la República Popular China. Las ceremonias son típicamente en abril. Los premios reconocen logros en varios aspectos de la cinematografía, como dirección, guion, actuación y cinematografía. Los premios son el equivalente de Hong Kong a los Academy Awards estadounidenses —los Óscar— y los BAFTA británicos.
La HKFA, incorporada en la Hong Kong Film Awards Association Ltd. desde diciembre de 1993, actualmente está dirigida por un consejo de administración, que está compuesto por representantes de trece cuerpos profesionales de películas en Hong Kong. La votación de películas elegibles para el HKFA se lleva a cabo de enero a marzo de cada año y está abierta a todos los votantes registrados, que incluyen a los trabajadores de cine locales, así como a los críticos, y un grupo seleccionado de jueces.

## Festivales
| Año  | Mejor película                | Título original       | Director                                                        | País                 |
| ---- | ----------------------------- | --------------------- | --------------------------------------------------------------- | -------------------- |
| 1982 | Father and Son                | Foo ji ching          | Allen Fong                                                      | Bandera de Hong Kong |
| 1983 | Boat People                   | Tau ban no hoi        | Ann Hui                                                         | Bandera de Hong Kong |
| 1984 | Ah Ying                       | Boon bin yen          | Allen Fong                                                      | Bandera de Hong Kong |
| 1985 | Homecoming                    | Si shui liu nian      | Ho Yim                                                          | /                    |
| 1986 | Police Story                  | Ging chat goo si      | Jackie Chan                                                     | Bandera de Hong Kong |
| 1987 | A Better Tomorrow             | Ying hung boon sik    | John Woo                                                        | Bandera de Hong Kong |
| 1988 | An Autumn's Tale              | Chou tin dik tong wah | Mabel Cheung                                                    | Bandera de Hong Kong |
| 1989 | Rouge                         | Yin ji kau            | Stanley Kwan                                                    | Bandera de Hong Kong |
| 1990 | Beyond the Sunset             | Fei yue huang hun     | Chi Leung 'Jacob' Cheung                                        | Bandera de Hong Kong |
| 1991 | Days of Being Wild            | Ah Fei zing zyun      | Kar Wai Wong                                                    | Bandera de Hong Kong |
| 1992 | To Be Number One              | Bo Hao                | Man Kit Poon                                                    | Bandera de Hong Kong |
| 1993 | Cageman                       | Long min              | Chi Leung 'Jacob' Cheung                                        | Bandera de Hong Kong |
| 1994 | C'est la vie, mon chéri       | San bat liu ching     | Tung-Shing Yee                                                  | Bandera de Hong Kong |
| 1995 | Chungking Express             | Chung Hing sam lam    | Kar Wai Wong                                                    | Bandera de Hong Kong |
| 1996 | Summer Snow                   | Nu ren si shi         | Ann Hui                                                         | Bandera de Hong Kong |
| 1997 | Comrades: Almost a Love Story | Tian mi mi            | Peter Chan                                                      | Bandera de Hong Kong |
| 1998 | Made in Hong Kong             | Heung Gong jai jo     | Fruit Chan                                                      | Bandera de Hong Kong |
| 1999 | Beast Cops                    | Ye shou xing jing     | Gordon Chan & Dante Lam                                         | Bandera de Hong Kong |
| 2000 | Ordinary Heroes               | Qian yan wan yu       | Ann Hui                                                         | /                    |
| 2001 | Wò hǔ cáng lóng               | Wo hu cang long       | Ang Lee                                                         | /                    |
| 2002 | Shaolin Soccer                | Siu lam juk kau       | Stephen Chow                                                    | /                    |
| 2003 | Infernal Affairs              | Mou gaan dou          | Wai-keung Lau & Alan Mak                                        | Bandera de Hong Kong |
| 2004 | Running on Karma              | Daai zek lou          | Johnnie To & Ka-Fai Wai                                         | Bandera de Hong Kong |
| 2005 | Kung Fu Hustle                | Kung fu               | Stephen Chow                                                    | /                    |
| 2006 | Election                      | Hak se wui            | Johnnie To                                                      | Bandera de Hong Kong |
| 2007 | After This Our Exile          | Fu zi                 | Patrick Tam                                                     | Bandera de Hong Kong |
| 2008 | The Warlords                  | Tau ming chong        | Peter Chan & Wai Man Yip                                        | /                    |
| 2009 | Ip Man                        | Yip Man               | Wilson Yip                                                      | Bandera de Hong Kong |
| 2010 | Bodyguards and Assassins      | Shi yue wei cheng     | Teddy Chan                                                      | /                    |
| 2011 | Gallants                      | Da lui toi            | Clement Sze-Kit Cheng & Chi-kin Kwok                            | Bandera de Hong Kong |
| 2012 | A Simple Life                 | Tao jie               | Ann Hui                                                         | Bandera de Hong Kong |
| 2013 | Cold War                      | Hon zin               | Lok Man Leung & Kim-ching Luk                                   | Bandera de Hong Kong |
| 2014 | The Grandmaster               | Yi dai zong shi       | Wong Kar-wai                                                    | /                    |
| 2015 | The Golden Era                | Huang jin shi dai     | Ann Hui                                                         | /                    |
| 2016 | Ten Years                     | Sap Nin               | Ng Ka-leung, Jevons Au, Chow Kwun-Wai, Fei-Pang Wong, Kwok Zune | Bandera de Hong Kong |
| 2017 | Trivisa                       | Chu Tai Chiu Fung     | Frank Hui, Jevons Au, Vicky Wong                                | Bandera de Hong Kong |